# Marie Noël
Marie Noël (* 17. Februar 1883 in Auxerre als Marie-Mélanie Rouget; † 23. Dezember 1967 ebd.) war eine französische Dichterin und Schriftstellerin.

## Leben
Marie Noël wurde in einer gebildeten und wenig religiösen Familie geboren. Sie blieb unverheiratet und entfernte sich selten von ihrer Geburtsstadt. Ihr Leben verlief nicht glatt: Die enttäuschte Jugendliebe (und das vergebliche Warten auf die große Liebe), der Tod ihres jüngeren Bruders am Heiligabend (daher ihr Pseudonym Noël für Weihnachten), ihre Glaubenskrisen, all dies schwingt mit in der Grundmelodie ihrer auf traditionelle Art verfassten Chansons. Vor ihrem Tod vermacht sie ihr Werk der „Société historiques et naturelles“ des Département Yonne. Diese 1847 gegründete naturhistorische Gesellschaft verwaltet und studiert ihren Nachlass, auf dessen Grundlage zahlreiche Veröffentlichungen entstanden sind.
Die leidenschaftliche und von Gewissensbissen geplagte Marie Noël ist landläufig lediglich für ihre traditionellen Chansons bekannt, sehr zum Nachteil ihrer düsteren und doch gehaltvolleren Schriften von literarischem Wert und mit gefühlvollem Inhalt. Als Beispiel sei auf das Gedicht für das tote Kind verwiesen, ein wirkliches Aufheulen („Aufheulen“ heißt auf Französisch Hurlement und ist der Titel eines ihrer anderen Gedichte) einer Mutter, die hin- und hergerissen ist zwischen ihrem fast tierischen Leiden und ihrem Glauben an Gott, den sie um Gnade anfleht (Marie Noël war katholisch). Hier manifestiert sich im Besonderen ihre Zerrissenheit zwischen Glaube und Hoffnungslosigkeit, die sich in einem blasphemischen Aufschrei ausdrückt.
Sie wurde zu einer großen Bewunderin von Léon Noël (1888–1987), einem französischen Politiker, Botschafter und Präsident des Verfassungsrats.
1962 erhielt Marie Noël den Grand Prix de Poésie der Académie française. Der Schriftsteller Henry de Montherlant soll über sie gesagt haben: „Sie ist die einzige Dichterin, die mich seit 20 Jahren tief bewegt“.

## Werkeverzeichnis
- Les Chansons et les Heures, 1922
- Noël de l’Avent, 1928
- Chants de la Merci, 1930
- Le Rosaire des joies, 1930
- Chants sauvages, 1936
- Contes, (1946)
- Chants et psaumes d’automne, 1947
- L’Âme en peine, (1954)
- L’Œuvre poétique, Edition Stock 1956
- Notes intimes (1959)
  - Erfahrungen mit Gott, 1966 (Neuauflage: Grünewald, 2005, ISBN 978-3-7867-2544-2)
- Chants d’arrière saison, 1961
- Le chant du chevalier, 1969
- Le cru d’Auxerre (1967)
- L’Œuvre en prose, Edition Stock, 1976
- Les Chansons et les Heures suivi de Le Rosaire des joies, Poésie/Gallimard, 1983
- Le chemin d’Anna Bargeton, Edition Stock, 1986
- Almanach pour une jeune fille triste, Desclée de Brouwer, 2011

## Veröffentlichungen
Unbekannte Studien und Texte von Marie Noël, veröffentlicht im Bulletin de la Société des Sciences Historiques et Naturelles de l’Yonne.
- Estaunié (Edouard), Une lyrique de la Province: Marie Noël, 1957–58, p. 1–20.
- Noël (Léon), Remise de la croix d’officier de la Légion d’honneur à Marie Noël, 1959–60, p. 366–369.
- Durr (René), La disparition de Marie Noël, 1967–68, p. 251–253.
- Durr (René), La Société des Sciences de l’Yonne et Marie Noël, 1978, p. 5–9.
- Rocher (Jean-Pierre), Marie Noël. Nos activités en 1981, 1981, p. 249–255.
- Collectif, Le centenaire de Marie Noël, 1982, p. 113–114.
- Noël (Marie), Journal août-septembre 1914, 1982, p. 5–21.
- Collectif, Marie Noël 1983. Le centenaire de Marie Noël dans l’Yonne, 1983, p. 199–215.
- Charleux-Leroux (Elisabeth), Compte rendu de la communication d’André Henry : La tentation du manichéisme chez Marie Noël, 1986, p. 158–159.
- Autissier (Elise), Préparation de l’édition des Notes intimes (inédits), 1986, p. 145–148.
- Henry (André), Le colloque Marie Noël (8 et 9 novembre 1985), 1986, p. 151–157.
- Coutant (Suzanne), Marie Noël. Quelques croquis (Marie Noël et la musique), 1987, p. 273–274.
- Noël (Marie), Une lettre inédite à Henri Pourrat, 1988, p. 203–205.
- Autissier (Elise), Henri Pourrat et Cécile Sauvage, 1988, p. 205–206.
- Noël (Marie), Une lettre inédite à sa cousine Suzanne Coutant à propos des Chants de la Merci (1930), 1989, p. 301–303.
- Noël (Marie), Une note inédite, 1989, p. 304–305.
- Autissier (Elise), Marie Noël et le Cru d’Auxerre, 1990, p. 206–213.
- Noël (Marie), Henri Charlier et le Jugement de don Juan, 1991, p. 193–195.
- Paccalin (Margherita), Marie Noël et l’aumônier des écrivains: l’abbé Mugnier, 1991, p. 181–192.
- Poplin (François), Marie Noël et la chèvre dans la tradition grecque, 1992, p. 229–258.
- Nesmy (Dom Claude Jean), Auxerre et Marie Noël, 1992, p. 261–269.
- Noël (Marie), Le Jugement de Don Juan: Miracle, 1993, p. 185–211.
- Autissier (Elise), Bibliographie du poète Marie Noël, 1994, p. 220–232.
- Mac’Avoy, Marie Noël, 1994, p. 216–217.
- Autissier (Elise), Activités Marie Noël 1995 (inédits), 1995, p. 241–244.
- Autissier (Elise), Marie Noël. Quelques lettres inédites, 1996, p. 387–402.
- Autissier (Elise), Le 30ème anniversaire de la mort de Marie Noël, 1997, p. 255–268.
- Autissier (Elise), Œuvre de Marie Noël. Nouvelles et lettres, 1998, p. 507–524.
- Petit (Henri), Notes intimes de Marie Noël, 1999, p. 321–326.
- Noël (Marie), Trois inédits, 1999, p. 317–320.
- Autissier (Elise), Petite biographie de Marie Noël, 1999, p. 327–332.
- Autissier (Elise), Poésie au XXème siècle, 2000, p. 305–328.
- Noël (Marie), Quelques textes. Supplique à saint Germain, Pour Roger Lafagette et Raphaël Périé, 2001, p. 431–449.
- Autissier (Elise), En vers ou en prose. Charme de Marie Noël. Fragments inédits ou édités, 2002, p. 397–411.
- Noël (Marie), Hommage à Albert I. de Belgique, 2003, p. 255–259.
- Noël (Marie), Inédit, 2004, p. 365.
- Moreau (Bernard), «Vingt fois sur le métier…», 2005, p. 311–313.
- Autissier (Elise), Hommage à Suzanne Flon qui nous a quitté le 15 juin 2006, 2005, p. 315–318.